# Věžový vodojem (Opava)
Věžový vodojem stojí v areálu čistírny odpadních vod v ulici Těšínská v části Opava-Předměstí v okrese Opava. V roce 2005 byla stavba Ministerstvem kultury České republiky prohlášena kulturní památkou České republiky.

## Historie
Výstavba věžového vodojemu je spojena s budováním nového kanalizačního systému v Opavě podle plánů inženýrů Eduarda Bodensehera a Rudolfa Nemetschkeho. Výstavba hlavních stok byla budována v letech 1907–1912. Vlastní čistírna odpadních vod byla realizována v letech 1911–1913 v polích mimo městskou zástavbu. Věžový vodojem byl postaven v roce 1911 firmou Ed. Ast & Co. a zabezpečoval dodávku užitkové vody pro potřebu čistírny. Železobetonová otevřená skeletová konstrukce byla pro stavbu vodojemu použita na území dnešní České republiky poprvé.

## Popis
Věžový vodojem je secesní železobetonová otevřená konstrukce. Ze čtvercového půdorysu vybíhají čtyři železobetonové pilíře, které se kónicky sbíhají směrem vzhůru. Pilíře jsou ve třech výškových úrovních po obvodu propojeny vzpěrami a v jejich úrovních byly vybudovány podesty, které jsou propojeny ocelovými žebříky. Na strop nádrže vede z poslední podesty ocelový žebřík průleznou šachticí středem nádrže. Akumulační válcová nádrž byla umístěna ve výšce 13 m na přesahující kruhovou desku zesílenou trámovou konstrukcí. Přesah je zároveň ochozem, který je zabezpečen kovovým zábradlím se třemi horizontálními pruty na tenkých sloupcích a je přístupný z poslední podesty. Obsah nádrže je 18 m³. Nádrž je ukončena zvonovou střechou s lucernou a má celkovou výšku 18 m. Obvodové stěny nádrže jsou omítané. Tmavé rámy člení plášť nádrže do obdélných polí. Na jihozápadní straně v poli je znak města Opavy a po jeho stranách je datace 1911 a 1913. Užitková voda byla čerpána z místní studně a z akumulační nádrže se rozváděla do několika hydrantů v areálu čistírny. Na trámu prvního patra jsou připojeny pamětní kovové destičky s nápisy připomínající rok postavení vodojemu a stavební firmu.